# 县江

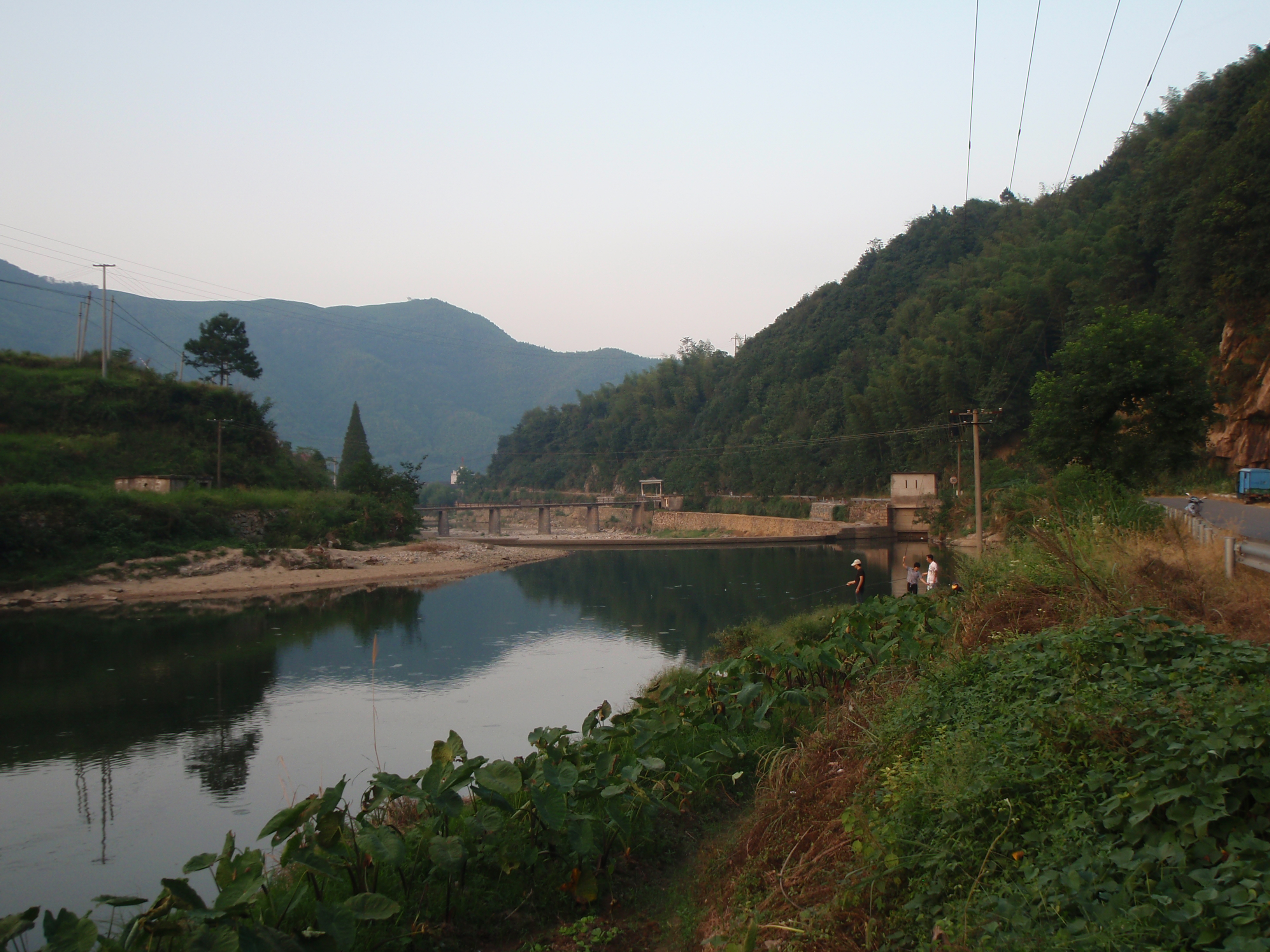
上游大堰镇河段

县江，也称县溪，位于中华人民共和国浙江省宁波市奉化区的一条河流，是奉化江右岸支流，发源于奉化区西南大堰镇大公岙村，蜿蜒向东北流经白粉壁水库、柏坑水库、大堰镇、横山水库、尚田街道和奉化区城区，于方桥街道以北的三江口汇入奉化江。河长69.5千米，流域面积219平方千米。